# Yellapragada Subbarao
Yellapragada Subbarao (también escrito como Subba Raw) (12 de enero de 1895 - 8 de agosto de 1948) fue un científico indio que hizo importantes aportaciones al tratamiento del cáncer. Desarrolló la mayor parte de su carrera en los Estados Unidos, pese a lo cual nunca llegó a obtener la tarjeta de residente.

## Origen y educación
Nació en una familia pobre de la casta sacerdotal en el departamento de Godavary, en la actualidad en el estado de Andhra Pradesh. Estudió en la Escuela de Medicina de Madrás gracias a la ayuda económica de algunos amigos.
Subbarao intentó trabajar para el servicio sanitario de Madrás pero no lo consiguió. Encontró un empleo como profesor de anatomía en la escuela Ayurvédica del Dr. Lakshmipathi's. Estaba fascinado por las posibilidades terapéuticas de la medicina tradicional india y se propuso investigarlas desde una perspectiva moderna.
Un encuentro fortuito con un médico americano, que estaba de visita becado por la fundación Rockefeller, cambió su vida y emigró a Estados Unidos.

## Carrera en Estados Unidos
Después de obtener un diploma de la Harvard School of Tropical Medicine fue contratado por el centro como profesor ayudante. Con Cyrus Fiske, desarrolló un método para determinar el contenido en fósforo en tejidos y fluidos corporales. Descubrió el papel de la fosfocreatina y el ATP en la actividad muscular. Obtuvo su doctorado en 1930.
Tras no lograr una plaza permanente en Harvard, fue contratado por los laboratorios Lederle (en la actualidad, una división de Wyeth). En Lederle, desarrolló un método para sintetizar el ácido fólico, vitamina B9, basándose en los trabajos de Lucy Wills en el papel del ácido fólico contra la anemia. Tras este trabajo, y a petición del Dr. Sidney Farber, desarrolló el anticancerígeno metotrexato, uno de los primeros medicamentos de la quimioterapia oncológica, que todavía se sigue usando. También descubrió la Dietilcarbamazina que fue empleada por la OMS contra la filariasis. Bajo la dirección de Subbarao, Benjamin Duggar descubrió la primera variedad de la tetraciclina, llamada Aureomycin

## Reconocimiento tardío
El legado de Subbarao ha sido oscurecido por otros logros y su falta de "autopromoción". Un abogado especialista en patentes se asombró al conocer que nunca había hecho el menor esfuerzo por proteger la propiedad intelectual de sus descubrimientos. Jamás concedió entrevistas, participó en congresos o dio conferencias.
Su colega George Hitchings que compartió el Premio Nobel de Medicina con Gertrude Elion, dijo, "Algunos de los nucleótidos aislados por Subbarao tuvieron que ser redescubiertos años más tarde por otros investigadores porque Fiske, aparentemente por celos, no permitió que los trabajos de Subbaro salieran a la luz."